# Félix Auguste Clément
Félix Auguste Clément (n. 20 mai 1826, Donzère, Drôme, Franța – d. 2 februarie 1888, Cherchell, Provincia Tipaza, Algeria) a fost un pictor francez, cunoscut în primul rând pentru scenele sale orientaliste.

## Biografie
Primele sale studii au fost la École nationale des beaux-arts din Lyon sub îndrumarea lui Jean-Claude Bonnefond⁠(d). În 1848, a intrat la École des Beaux-Arts din Paris, unde a studiat cu Michel Martin Drolling și François-Édouard Picot. A primit Prix de Rome în 1856 pentru pictura în care prezintă întoarcerea tânărului Tobias.
A stat câțiva ani la Roma, urmat de o vizită în Egipt în 1862, unde a pictat scene ale activităților domnești, a făcut lucrări decorative pentru palate și a schițat monumente; unele dintre ele fiind destul de izoalte. Multe lucrări au fost create la cererea lui Khedive.
În 1868, s-a întors în Franța. Patru ani mai târziu, a fost însărcinat de către guvern să copieze picturile lui Andrea Mantegna din Padova, dar a fost obligat să se întoarcă din cauza bolii. A fost profesor la École Nationale din Lyon între 1874 și 1877, apoi s-a pensionat.
A participat la a doua expoziție internațională anuală de la Londra (1872), la Expo Viena 1873 și la Expoziția Universală (1878) . Se spune că Henri Rousseau a obținut ajutorul lui Clément pentru a primi permisiunea de a copia picturi la Luvru  un privilegiu rezervat în mod normal studenților instituțiilor recunoscute.
A murit la Alger, unde și-a petrecut iarna încercând să-și refacă sănătatea.

## Picturi alese

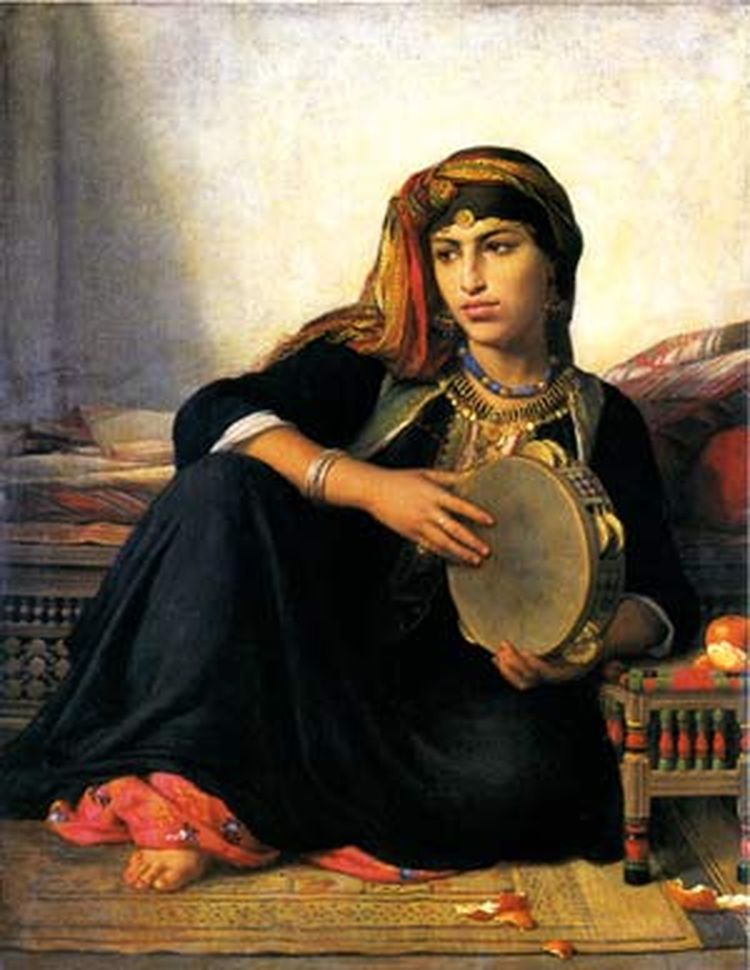
Cântând la tamburină
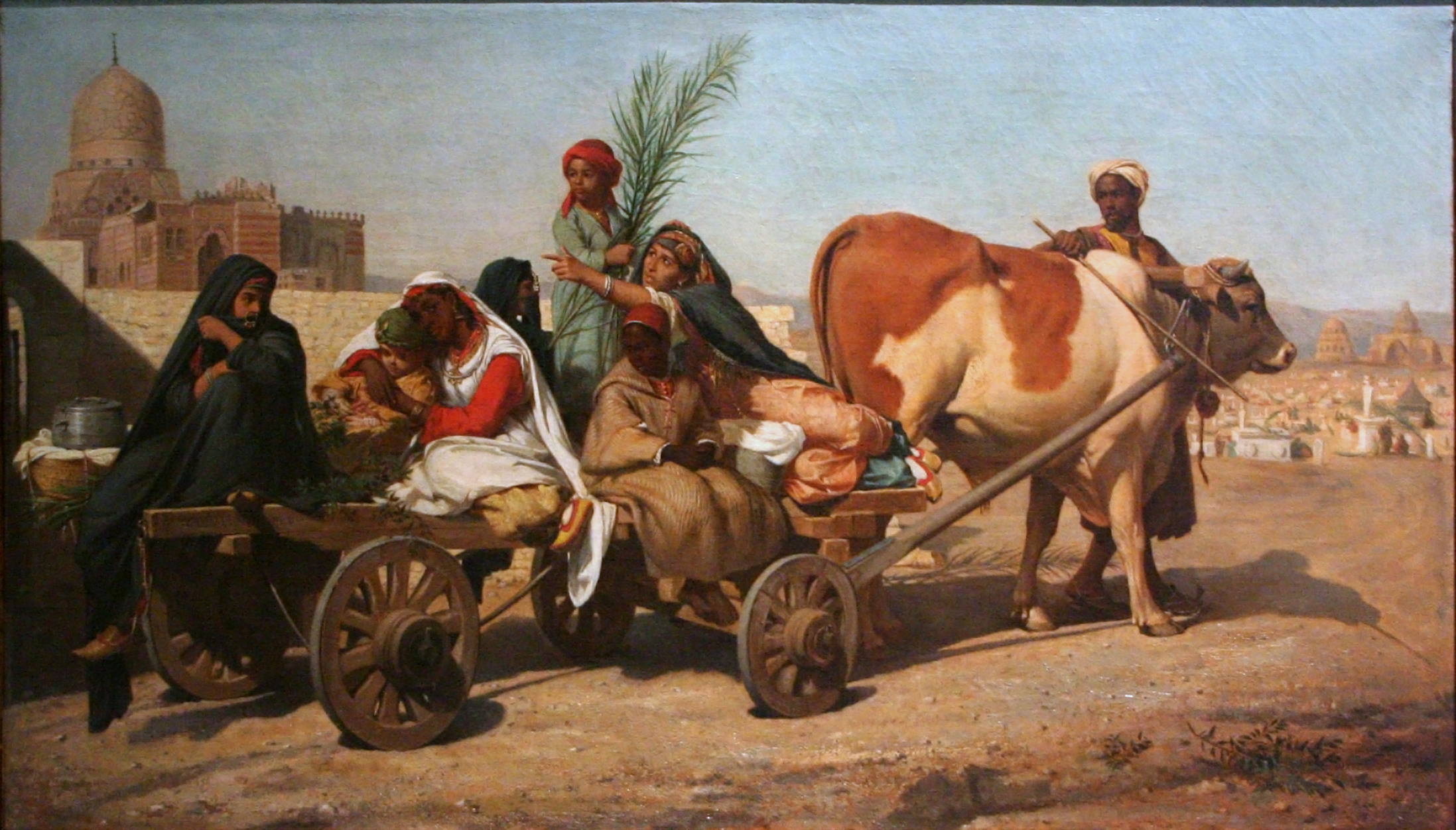
Căruță egipteană
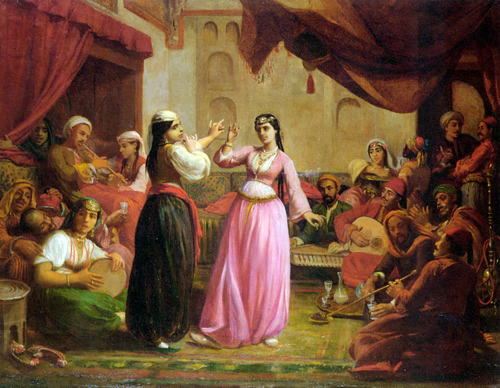
Distracția de seară
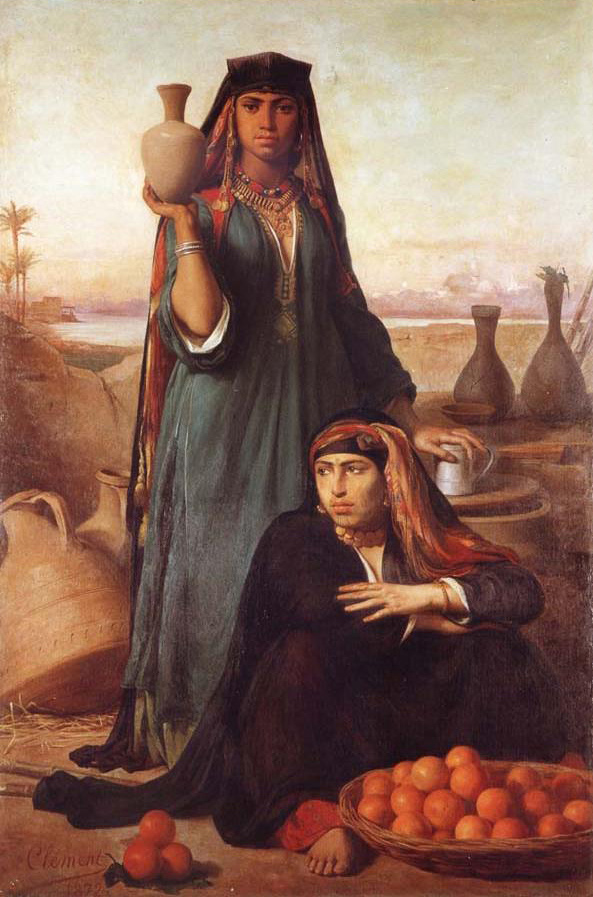
Femei vânzând apă și portocale